# پروتئین‌ها در رژیم غذایی

اسیدهای آمینه ساختار پروتئین هستند.

پروتئین‌ها مواد مغذی اصلی هر سلول زنده هستند. در ساختمان آن‌ها نه تنها کربن، هیدروژن و اکسیژن وجود دارد، بلکه ازت و گاهی گوگرد نیز موجود می‌باشد. پروتئین‌ها مسئول انجام اعمال گوناگونی هستند. نقش آن‌ها از تشکیل ماده انقباضی عضلات گرفته تا ساختن بعضی از هورمون‌ها، آنزیم‌ها و آنتی‌بادی‌ها، تبدیل انرژی شیمیایی به کار و انتقال اکسیژن و هیدروژن متنوع است.

## مقدار مورد نیاز پروتئین برای یک ورزشکار
پس از اینکه فرد ورزشکار از میزان انرژی مورد نیازش اطلاع کافی به دست آورد، بایستی ۱۵ تا ۱۷ درصد میزان انرژی را به دست آورده، تقسیم بر عدد ۴ کند، عدد به دست آمده گرم پروتئین مورد نیاز ورزشکار است که باید از طریق غذا در طول روز تأمین شود. برای ورزشکارانی که نیاز به افزایش حجم عضلات دارند، از ۱۷ درصد و برای دیگر ورزشکاران از ۱۵درصد انرژی، برای محاسبه پروتئین مورد نیاز باید استفاده کرد.
۱۷ – ۱۵ درصد میزان انرژی مورد نیاز ورزشکار (تقسیم بر) ۴ = گرم پروتئین مورد نیاز ورزشکار

### ۱-گوشت قرمز

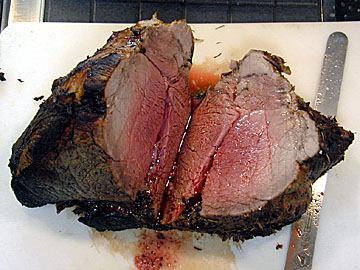

### ۲-فرآورده‌های امعاء و احشاء، ماکیان و گوشت شکار

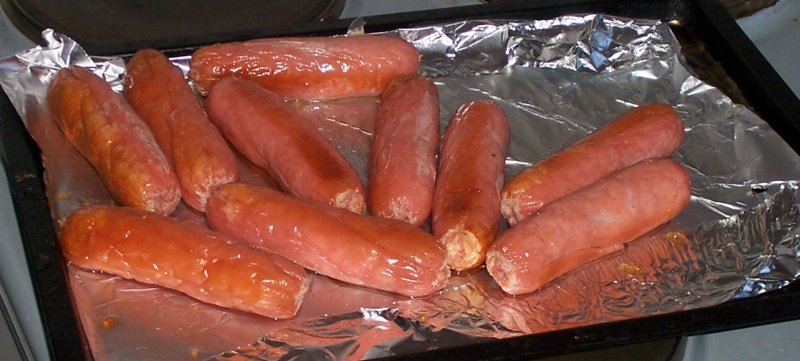

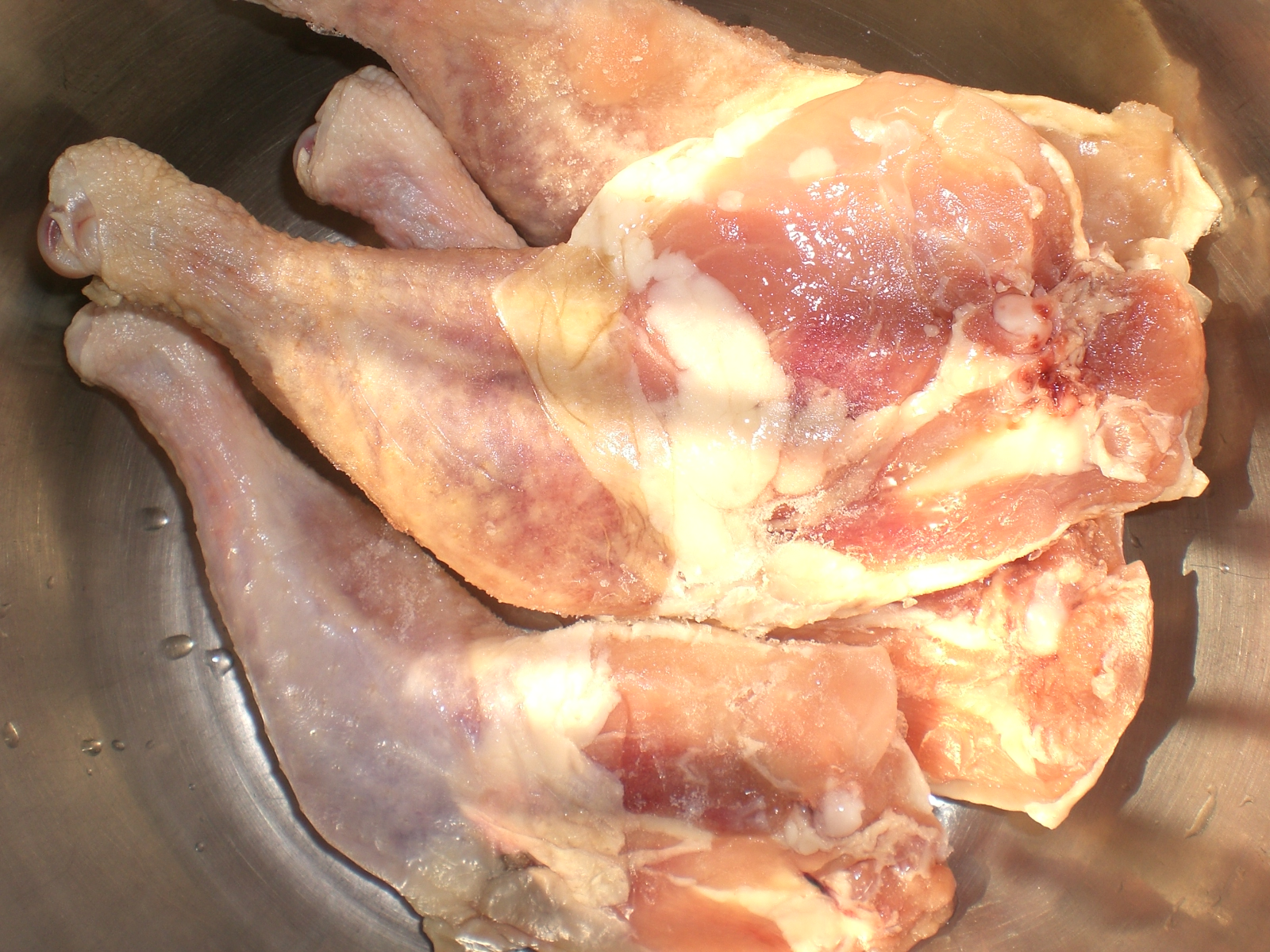

### ۵-فرآورده‌های لبنی

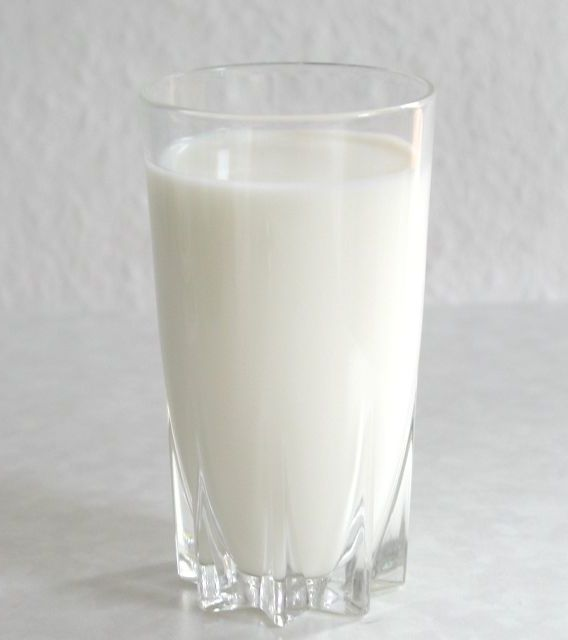

#### پنیرها

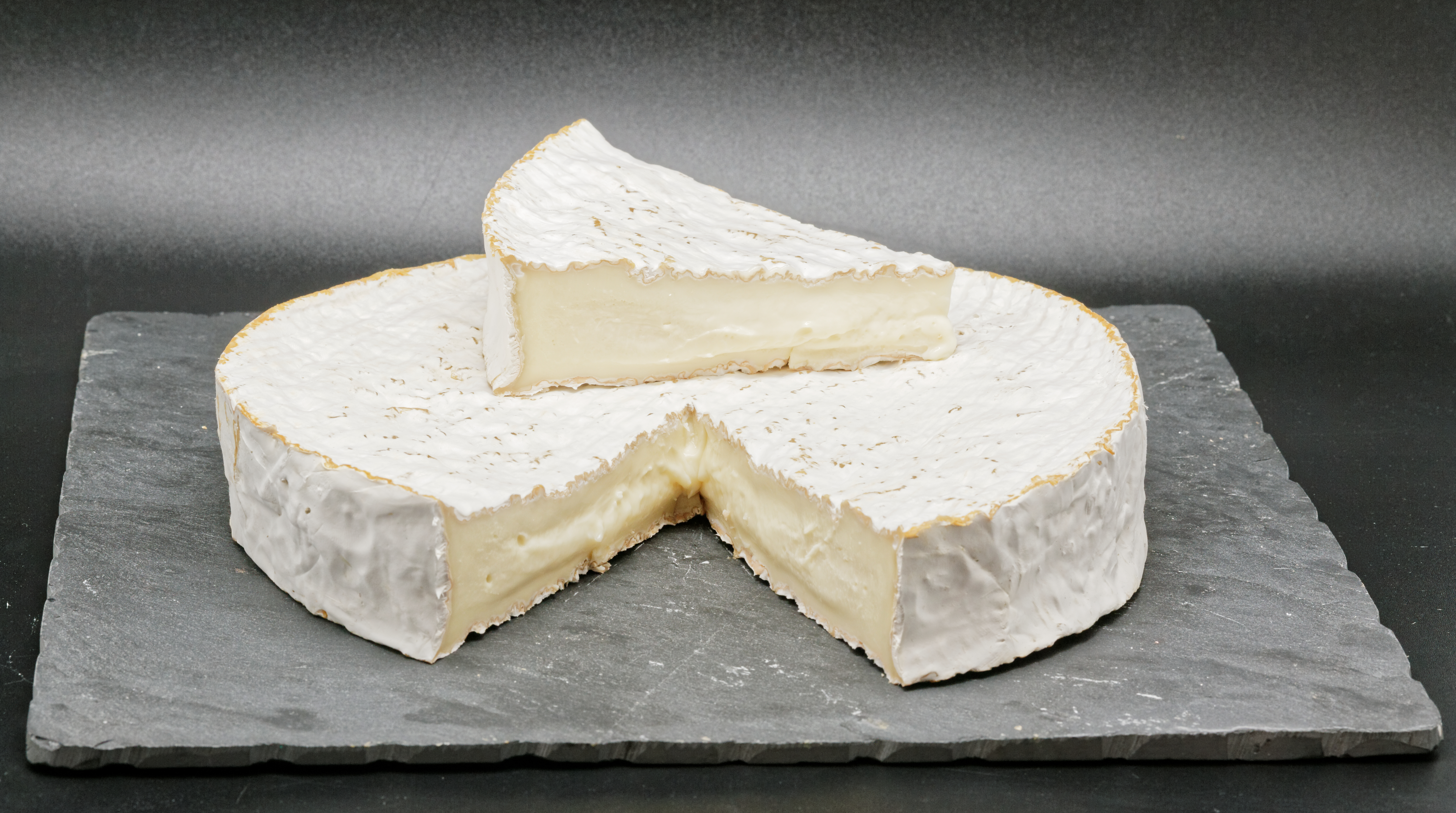